# Кошер (насеље)
Кошер (фр. Cochère) насеље је и општина у северној Француској у региону Доња Нормандија, у департману Орн која припада префектури Аржантан.
По подацима из 2011. године у општини је живело 152 становника, а густина насељености је износила 11,76 становника/km². Општина се простире на површини од 12,92 km². Налази се на средњој надморској висини од 183 метара (максималној 252 m, а минималној 173 m).

## Демографија
| 1962. | 1968. | 1975. | 1982. | 1990. | 1999. | 2011. |
| ----- | ----- | ----- | ----- | ----- | ----- | ----- |
| 212   | 228   | 197   | 180   | 175   | 138   | 152   |

График промене броја становника у току последњих година